# Cyphon graecus
Cyphon graecus es una especie de coleóptero de la familia Scirtidae.

## Distribución geográfica
Habita en Grecia.